# St. Johannis (Drognitz)

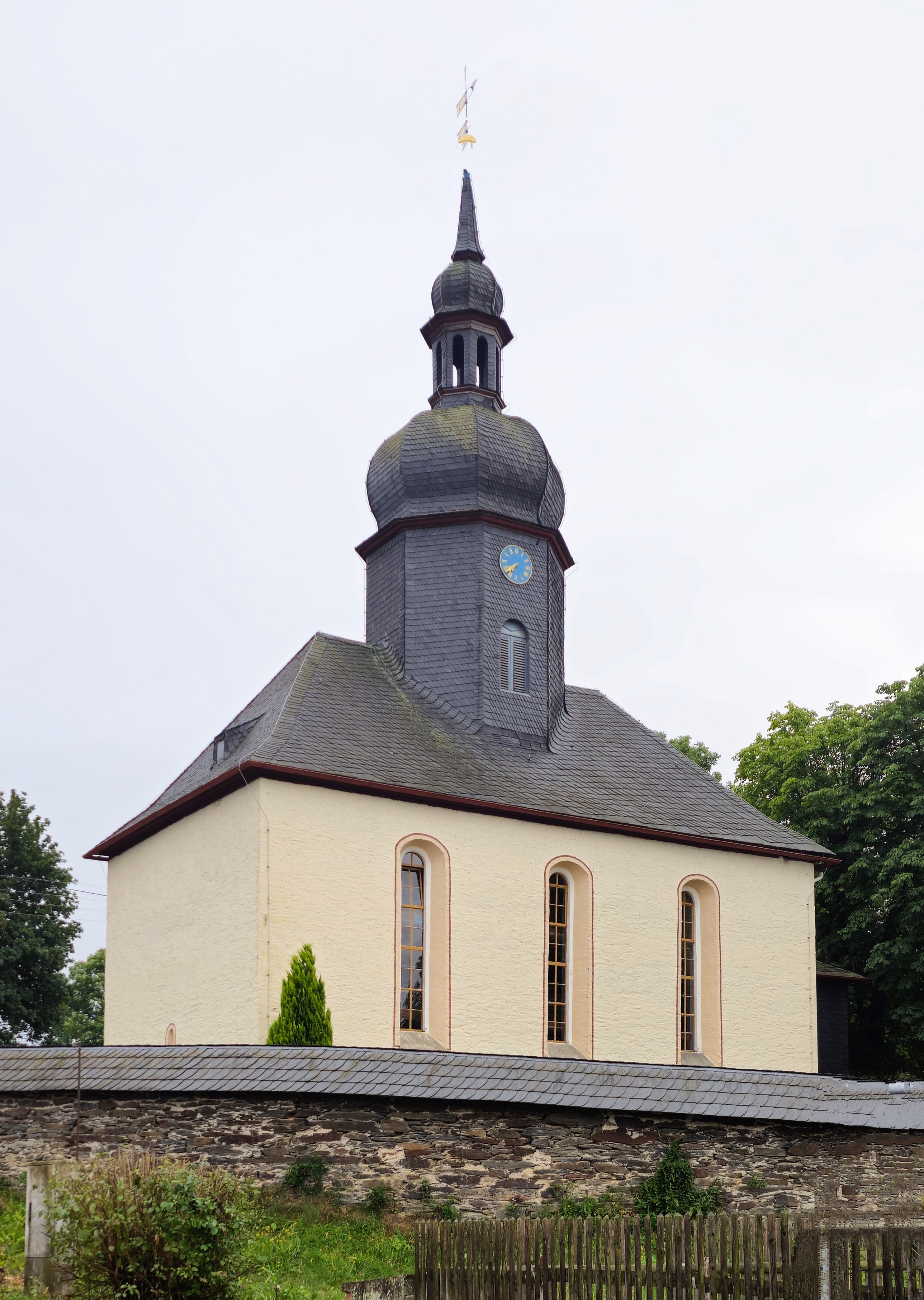
St. Johannis Drognitz

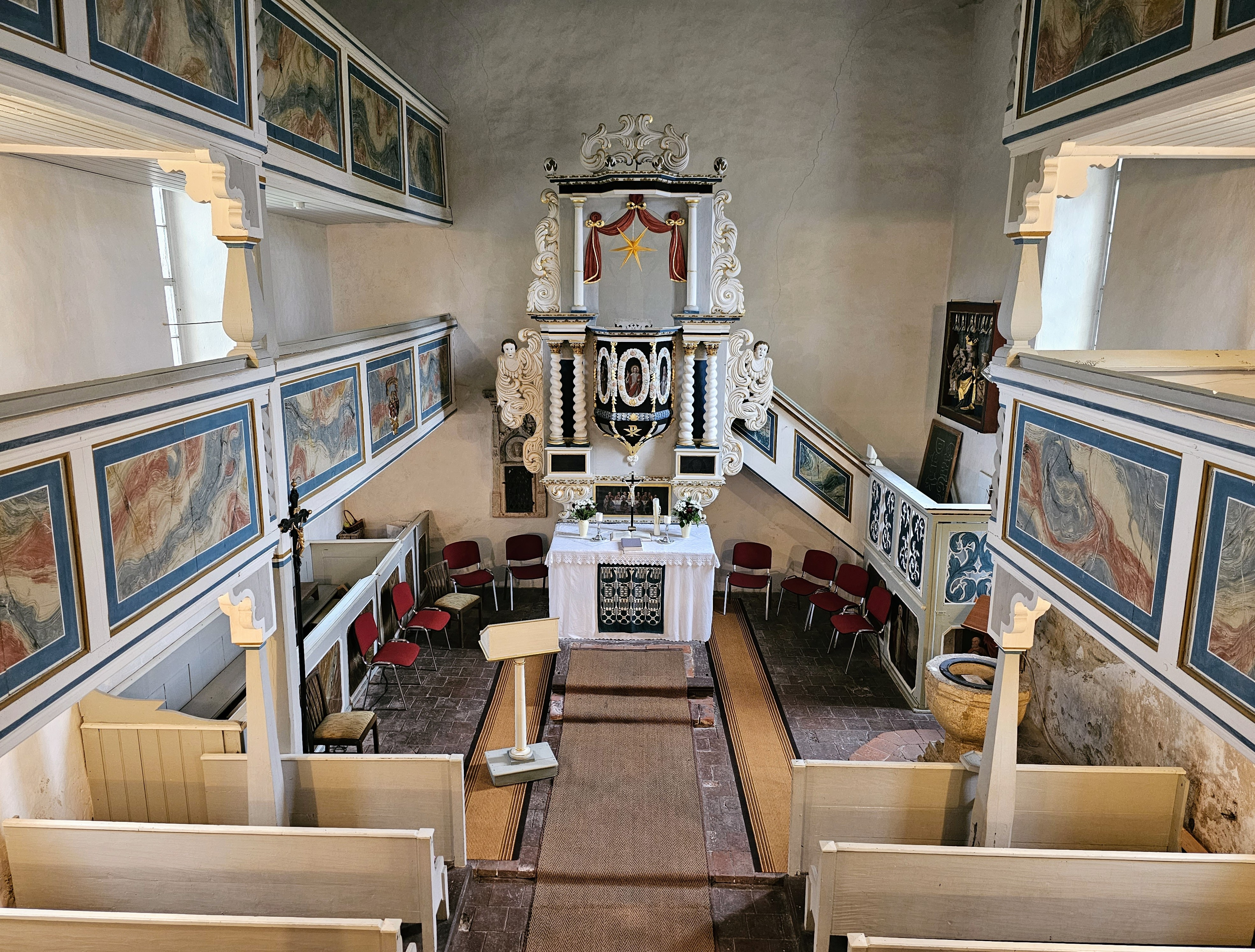
Innenraum (2023)

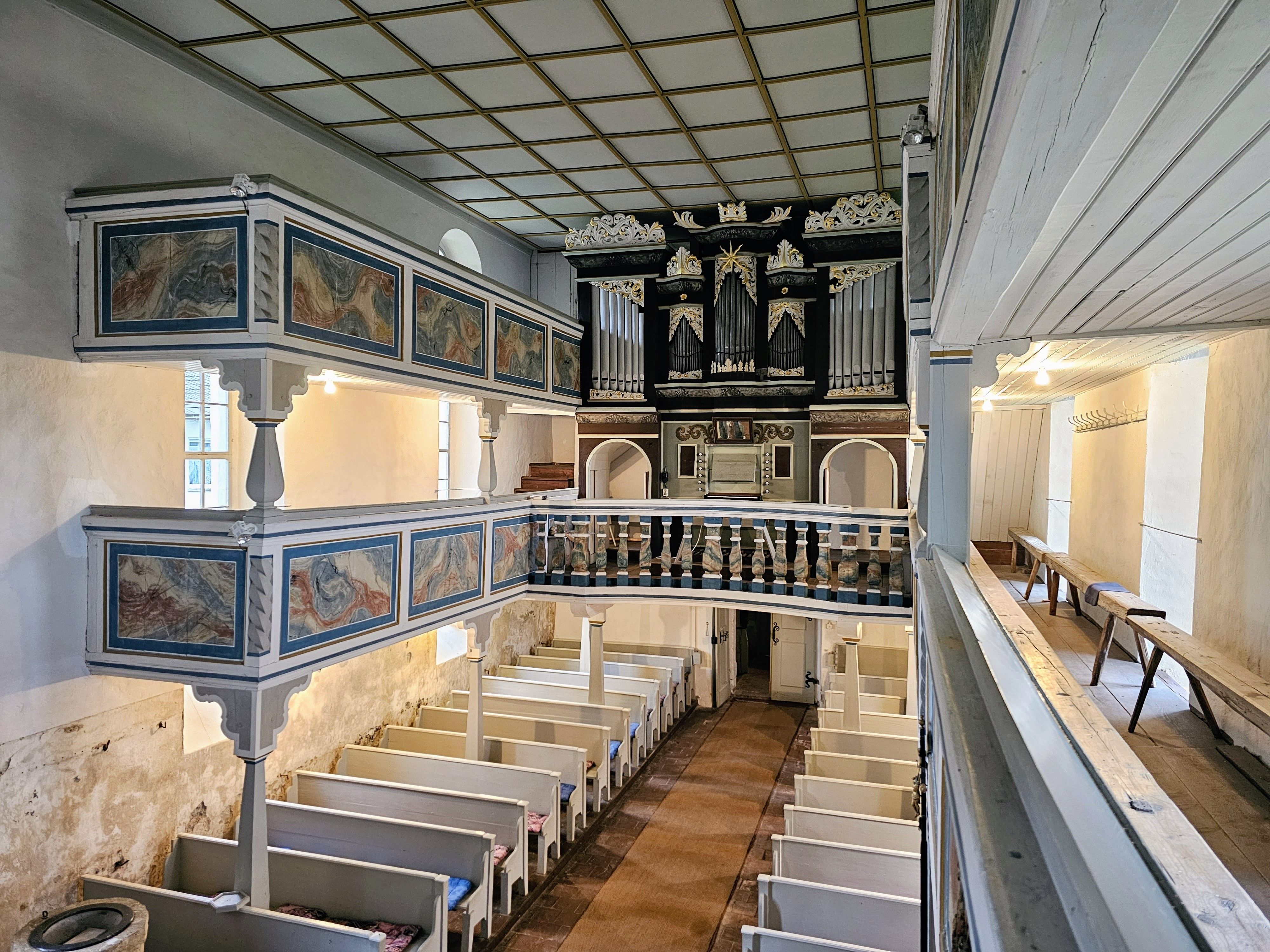
Blick zur Orgel

Die evangelisch-lutherische Pfarrkirche St. Johannis steht in der Ortsstraße 11 der Gemeinde Drognitz im Landkreis Saalfeld-Rudolstadt in Thüringen. Die Kirchengemeinde Drognitz gehört zum Pfarrbereich Drognitz des Kirchenkreises Rudolstadt-Saalfeld.

## Geschichte
Die Kirche wurde 1699 bis 1701 nach Abriss ihres Vorgängers neu gebaut. Sie wurde 1977/78 und 1991 renoviert.

## Baubeschreibung
Die mit einem Walmdach bedeckte Saalkirche hat einen sechsseitigen Dachreiter mit einer Welschen Haube, die von einer Laterne gekrönt wird. Dach, Dachturm, Haube und Laterne tragen Schieferdeckung. Der Innenraum hat eine  Flachdecke. Die Felder der Brüstung der zweigeschossigen Empore sind marmoriert.
Im Außenbereich befinden sich drei Grabsteine aus der Zeit des Rokoko.

## Ausstattung
Der Kanzelaltar von 1701 ist seitlich mit geschnitzten Ranken versehen. Der um 1500 entstandene Flügelaltar enthält eine geschnitzte Figur von Maria mit ihrem Kind. Das steinerne Taufbecken stammt aus dem 16. Jahrhundert.
Die Orgel mit 10 Registern auf einem Manual und Pedal wurde um 1725 von Andreas Nicolaus Franke aus Leutenberg gebaut. Sie wurde 1987 von Thilo Viehrig restauriert.